# Tony Ressler
Antony „Tony“ P. Ressler (* 12. Oktober 1960 in Washington, D.C.) ist ein US-amerikanischer Unternehmer. Er war Mitbegründer der Private-Equity-Firmen Apollo Global Management im Jahr 1990 und Ares Management im Jahr 1997. Im August 2024 wurde sein Nettovermögen von Forbes auf 10,9 Milliarden US-Dollar geschätzt.

## Laufbahn
Ressler wurde 1960 als eines von fünf Kindern von Dorothy und Ira Ressler in eine jüdische Familie geboren. Sein Vater war Rechtsanwalt und Veteran des Zweiten Weltkriegs. Ressler erwarb einen Bachelor of Science in Foreign Service an der School of Foreign Service der Georgetown University und einen Master of Business Administration an der Columbia Business School. Nach seinem Abschluss arbeitete er bei Drexel Burnham Lambert und wurde schließlich Senior Vice President in der Abteilung für hochverzinsliche Anleihen, wo er für den Bereich Neuemissionen/Syndikate zuständig war.
1990, nach dem Zusammenbruch von Drexel Burnham Lambert, gründete er zusammen mit Leon Black und weiteren Mitarbeitern von Drexel die Private-Equity-Firma Apollo Global Management. 1997 gründete er die Investmentgesellschaft Ares Management zusammen mit u. a. zwei ehemaligen Mitarbeitern von Apollo Global Management, John H. Kissick und Bennett Rosenthal.
Im Jahr 2005 gehörte er zu einer Investorengruppe, die unter der Leitung von Mark Attanasio ein erfolgreiches Angebot für den Kauf der Milwaukee Brewers aus der Major League Baseball abgab. 2013 führte er eine Investorengruppe an, welche das NBA-Franchise Atlanta Hawks für 850 Millionen US-Dollar übernahm. Für den Kauf der Hawks bildete Ressler eine Gruppe, der auch der ehemalige NBA-Spieler Grant Hill sowie die Geschäftsfrau Sara Blakely angehörten.

## Philanthropie
Ressler ist Mitglied des Board of Directors des Cedars-Sinai Medical Center; Finanzvorsitzender und Mitglied des Exekutivkomitees des Los Angeles County Museum of Art; Vorstandsmitglied der Campbell Hall Episcopal School in Studio City, Kalifornien; und eines der Gründungsmitglieder des Verwaltungsrats und Finanzvorsitzender des Painted Turtle Camp, einer Organisation, die Kinder mit chronischen und lebensbedrohlichen Krankheiten auf Campingreisen mitnimmt. Ressler unterstützt auch Militärveteranen durch die Arbeit der The Greatest Generations Foundation.

## Privatleben
Am 16. Juni 1989 heiratete er die Schauspielerin Jami Gertz. Sie leben in Los Angeles und haben vier Kinder. Resslers Schwester, die Broadway-Produzentin Debra Ressler, ist mit dem Apollo-Mitbegründer Leon Black verheiratet, sein Bruder Richard Ressler ist Direktor und Gründer von CIM Investment Management.
Er gehört dem Wilshire Boulevard Temple an, einer reformjüdischen Gemeinde in Los Angeles.